# Tyst mutation
Tyst mutation är en mutation som inte påverkar sekvensen av aminosyror eller att sekvensen av aminosyror förändras men att den förändringen inte ger upphov till förändrad funktion hos proteinet. 
En mutation innebär att en nukleotid byts ut mot en annan. Detta leder ibland till att en annan aminosyra kodas än vad som var tänkt eftersom den trippel av nukleotider som skulle koda aminosyran blir annorlunda. Men eftersom den mänskliga genetiska koden är degenererad så kan flera trippleter koda samma aminosyra. 
Som exempel på detta kan nämnas aminosyran glutaminsyra som både kodas av sekvensen GAA och GAG. Om GAA ska translateras till glutaminsyra men sista A'et ändras till ett G så kommer ändå glutaminsyra att infogas i proteinet.